# 藤本健二
藤本健二（1947年—）是日本壽司廚師，他在1988年至2001年期間曾作為前朝鮮民主主義人民共和國領導人金正日的專職廚師。2001年藉口離開北韓，定居日本，並多次透露有關金正日家族的細節，發表相關著作。“藤本健二”是其化名和筆名，其真實姓名從未公開。维基解密泄露的一份从东京发到美国的机密外交电报显示，藤本健二是日本情报机构获得朝鲜情报的最佳且往往是唯一的来源。

## 到达朝鲜
1982年，藤本首次来到朝鲜，六年后他成为金正日的私人寿司厨师，年薪4.5万英镑并获得两辆賓士汽车，不久后他成为金正日的同伴，根据他的说法，两人一起去射击、骑马和滑水，并证实一个广为人知的传言：1992年某天，金正日在从马上摔下来，摔断锁骨，昏迷了几个小时。

## 藤本口中的朝鲜
藤本说，金正日喜欢“活鱼”和贵酒如法国葡萄酒和白兰地（特别是轩尼诗白兰地），金正日和他的第三个儿子金正恩“都喜欢一周三次的鱼翅汤”。藤本会为金正日周游世界各地，购买中国甜瓜、捷克啤酒、乌兹别克鱼子酱、泰国木瓜和丹麦猪肉。有一次，一名特使去中国取回一些麦当劳汉堡。藤本说，金正日的酒窖有1万瓶酒，金正日举行的宴会持续了四天。藤本还说，平壤有一家200名员工的研究所，专门致力于金正日的饮食，确保他吃到最好、最健康的食物。
藤本还谈到了“金正日歡樂組”——被选中为金正日跳舞、唱歌、洗澡的年轻女性，她们会被指示脱衣，但不允许被其他客人触摸，因为这相当于“偷窃”。藤本说，金正日喜欢迪斯科，更喜欢看别人跳舞而不是自己跳舞。说他与其中一名女子结婚。在他們的婚禮上，藤本喝干邑白蘭地喝醉了。醒来後，藤本发现自己的阴毛被剃光，並因此被金正日調笑。
藤本称金正日的脾气暴躁。在接受日本商业电视采访时，他说金正恩“知道如何发怒，如何赞美”、有能力领导人民、还喜欢篮球、滑板、滑雪板和滑雪。他曾经看过金正恩打高尔夫球并让他想起一位日本顶级职业选手。藤本说他年轻时收到了一张金正恩的照片，并被告知不要把照片公之于众，不过在2009年2月他还是把照片公布。金正日形容儿子金正哲“太女性化，不适合领导”。
藤本说在1995年在某个工厂发生核事故，几名工人生病并没了牙齿。在1994年金日成去世，对金正日造成巨大影响，甚至金正日一度持枪。在1989年金正日询问藤本有关核武器的看法。

## 逃离朝鲜
藤本表示，在朝鲜期间他曾多次考虑前去日本。1996年他携带假多米尼加共和国护照去日本时被捕。2001年3月，他担心被监视因而选择从中国逃往日本，他给了金正日一盘录像带，内容是日本电视节目中的海胆菜，藤本说他要去北海道买一些海胆，金正日同意了，藤本去到日本后没有返回朝鲜而是开始躲藏起来。藤本曾以“金正日专家”的身份遮脸出现在日本电视节目中。

## 返回朝鲜
2012年6月，藤本接到朝鲜领导人金正恩的邀请，于2012年7月21日经由北京飞往平壤。在访问期间，他拜访金正恩和他的妻子，提到平壤在十年中发生巨大变化。
2016年4月，再次访问北朝鲜。2017年初，藤本健二在平壤的高端百貨業者天堂百貨旁，開設朝鲜第一家日式壽司店。自2019年8月以來，日本遊客無法再訪問。

## 著作
- 《金正日的廚師》（金正日の料理人 間近で見た権力者の素顔）
- 《金正日的私生活》（金正日の私生活 知られざる招待所の全貌）
- 《愛著核武器和女人的將軍》（核と女を愛した将軍様 金正日の料理人「最後の極秘メモ」）
- 《北方的繼承人金正恩》（北の後継者キム・ジョンウン）